# Acmaeodera griffithi
Acmaeodera griffithi  (лат.) — вид жуков-златок рода Acmaeodera из подсемейства Polycestinae (Acmaeoderini). Распространён в Новом Свете: США. Кормовым растением имаго являются Acacia greggii (Nelson 1965:37); Cercidium sp., Olneya tesota, Prosopis velutina (Westcott, et al. 1979:174), а у личинок — неизвестны.
Вид был впервые описан в 1899 году биологом Генри Клинтоном Фоллом (Henry Clinton Fall).